# Jorge Manrique
Jorge Manrique (Paredes de Nava, Palència, o Segura de la Sierra, Jaén, 1440? – † Santa María del Campo Rus, Conca, 1479) va ser un poeta espanyol. És l'autor de les Coplas por la muerte de su padre, un dels clàssics de la literatura castellana de tots els temps.

## Biografia
No hi ha seguretat completa sobre el lloc ni sobre la data de naixement. Generalment, se suposa que va nàixer a Paredes de Nava (Palència), tot i que és també possible que ho fera a Segura de la Sierra (Jaén), cap de la comarca que administrava el mestre don Rodrigo, son pare, i principal residència dels Manrique. També se sol afirmar que va nàixer entre la segona meitat de 1439 i la primera de 1440, però l'única cosa certa és que no va nàixer abans de 1432, quan va quedar concertat el matrimoni dels seus pares, ni després de 1444, quan Rodrigo Manrique, morta Donya Mencía, mare de Jorge Manrique i natural de Segura de la Sierra, va demanar dispensa per a casar-se novament.
La mateixa indeterminació existeix entorn de la seua infantesa, que potser va transcórrer a Segura de la Sierra, i la seua joventut, fins a 1465, any en què un document el cita per primera vegada. El que és segur és que va assumir per complet la línia d'actuació política i militar de la seua extensa família castellana: com els seus altres parents, va ser partidari de combatre els àrabs i també va participar en les intrigues i lluites que van acompanyar l'ascensió al tron dels Reis Catòlics.
Son pare, Rodrigo Manrique, comte de Paredes de Nava, que era mestre de l'Orde de Santiago va ser un dels homes més poderosos de la seua època i va morir l'any 1476 víctima d'un càncer que li va desfigurar el rostre. Sa mare va morir quan Manrique era un infant. Va estudiar humanitats i les tasques pròpies de militar castellà. El seu oncle, Gómez Manrique, era també poeta eminent i autor dramàtic, i no van faltar en la seua família altres hòmens d'armes i lletres. La família dels Manrique de Lara, una de les més antigues i nobles d'Espanya, posseïa alguns dels títols més importants de Castella com el ducat de Nájera, el comtat de Treviño i el marquesat d'Aguilar de Campoo, sense que faltaren eminents prínceps de l'Església. Jorge Manrique es va casar l'any 1470 amb la germana de la seua madrasta, donya Guiomar.
Als 24 anys participa en els combats de l'assetjament del castell de Montizón (Villamanrique. Ciudad Real), on guanyarà fama i prestigi com a guerrer. El seu lema era ni mentisc ni em penedisc. Va romandre un temps empresonat a Baza quan intentava prendre la dita ciutat, on va morir el seu germà Rodrigo. Es va enrolar després amb les tropes del bàndol d'Isabel la Catòlica en la lluita dinàstica contra Joana la Beltraneja. Dins de la guerra civil existent en aquell moment, en una escaramussa pròxima al castell de Castillo de Garcimuñoz (Conca), defensat pel Marquès de Villena, va ser ferit de mort el 1479, probablement cap a la primavera. Com amb el naixement, hi ha diverses versions sobre el fet: alguns cronistes coetanis com Hernando del Pulgar donen testimoni que va morir en la mateixa baralla, enfront dels murs del castell. Altres, com Jerónimo Zurita, van sostenir amb posterioritat (1562) que la seua mort va tenir lloc dies després de la batalla, a Santa María del Campo Rus (Conca), on era el seu campament. Rades d'Andrada va assenyalar com se li van trobar entre les seues robes dues cobles que comencen Oh món!, perquè em mates. Va ser soterrat al monestir d'Uclés, cap de l'Orde de Santiago. Poques setmanes després, Isabel la Catòlica triomfaria i acabaria la guerra civil.
Senyor de Belmontejo, comanador de Montizón, Trece de Santiago, Duc de Montalvo per concessió aragonesa i capità d'homes d'armes de Castella, a més a més va ser més un guerrer que escriptor, tot i que també va ser un insigne poeta, considerat per alguns com el primer del Prerenaixement. L'idioma castellà ix de La Cort i dels monestirs per a trobar-se amb l'autor individual que, enfront d'un fet transcendental de la seua vida, resumeix en una obra tot el sentir de la seua curta existència.

## Obra
La seua obra poètica no és extensa, amb prou feines unes 40 composicions. Se sol classificar en tres grups: amorós, burlesc i doctrinal. Són, en general, obres satíriques i amoroses convencionals dins dels cànons de la lírica trobadoresca de l'època, encara sota influència provençal, amb un to de galanteria eròtica vetlada per mitjà de fines al·legories. No obstant això, entre tota ella, destaquen d'una manera especial per la seua conjunció de tradició i originalitat les Coplas por la muerte de su padre. En elles Jorge Manrique fa l'elogi fúnebre de son pare, Don Rodrigo Manrique, mostrant-lo com un model d'heroisme, de virtuts i de serenitat davant la mort. El poema és un dels clàssics de la literatura castellana de tots els temps. Lope de Vega va arribar a dir d'ell que «mereixia estar escrit en lletres d'or».
Els seus recursos mètrics es limiten a l'ús reiterat de la cançó, la cobla real, la cobla castellana, la cobla de peu trencat, l'Esparza (una sola estrofa que condensa un pensament artísticament expressat) i la cobla d'art menor. La rima, a vegades, no està molt cuidada. No abusa del cultisme i s'estima més un llenguatge pla enfront de poetes com Juan de Mena i el Marquès de Santillana i, en general, de la lírica trobadoresca del seu temps. Hi ha fins i tot vulgarismes, que donen un aire de senzillesa i sobrietat, i que els fa encaixar perfectament en les tècniques retòriques i jocs de paraules típics dels poetes quatrecentistes.

## Jorge Manrique i la cultura clàssica[4][5]
El poeta Pedro Salinas a Jorge Manrique o tradición y originalidad ens diu que Jorge Manrique està immers en una tradició, una tradició que arriba a ell en forma de tòpics literaris, com per exemple: la força de l'amor, la mort totpoderosa, els estralls del temps, les mutacions de la Fortuna, la vanitat del món, etc. Aquesta tradició que segueix el poeta crea una sèrie d'imatges i fórmules que posseïen una gran força i, a la vegada, donaven molt de joc a les produccions literàries, com el Déu de l'amor, la personificació de la mort, la sèrie de preguntes sobre persones i glòries del passat, és a dir, l'ubi sunt, etc.
Alguns crítics han assegurat que Manrique no és un poeta gaire culte, en el sentit que anteriorment es donava a aquesta paraula, ja que no hi ha cap indici que aquest sabés llatí o alguna altra llengua. No obstant, podem trobar-nos composicions en les quals sembla que Manrique ha pres directament influència de poetes clàssics, com per exemple a la composició amorosa Porque estando él dormido le besó su amiga, ens trobem davant d'un amor pagà, una mostra de desig humà vers la dona, que recorda a les composicions d'Horaci o Ausoni.
No obstant, és a la seva composició més famosa, las coplas a la muerte de su padre on les fórmules clàssiques, sobretot els tòpics horacians, són més presents, com ara el tema de la caducitat de la vida, la vida vista com un riu (vita flumen), la intervenció de la Fortuna en la vida de les persones i, sobre tot l'ubi sunt. A més, Manrique també es val de la història clàssica en atribuir qualitats de personalitats virtuoses del passat, com Juli Cèsar o Trajà, al seu pare.